# Озерки (Тербунський район)
Озерки (рос. Озёрки) — село у Тербунському районі Липецької області Російської Федерації. Адміністративний центр однойменної сільради.

## Географія
Село розташоване за 31 км від центру сільради села Тербуни та у 82 км на південь від обласного центру міста Липецьк. Поблизу села протікає річка Кобиляча Снова, притока Снови.

## Назва
За переказами Озерки отримало назву від невеликих озер, яких є шість, навколо села.

## Історія
Село Озерки заснували переселенці з села Червона Поляна, яке розташоване на іншому березі річки Кобиляча Снова, після 1782 року. Перша письмова згадка про село датується 1797 роком.
Село входило до Тербунської волості 3-го стану Єлецького повіту Орловської губернії.
У 1821 році в селі збудовано дерев'яна Церква Петра і Павла, згодом мурова. У 1937-1938 роках церкву закрили. Будівля церкви використовували під зерносховище, зберігали добриво. Нині церква знаходиться у напівзруйнованому стані.
6 січня 1954 року, під час зміни адміністративного поділу Орловської та Воронезької областей, с.Озерки увійшло до складу Тербунського району Липецької області.

## Клімат
Клімат села помірно-континентальний, з м'якою зимою та теплим літом. Опадів більше випадає влітку і на початку осені. У рік випадає близько 573 мм опадів.
Середня температура січня -9.0 °C, середня температура липня +19.8 °C.
| Кліматограма Озерків                                                                           | Кліматограма Озерків | Кліматограма Озерків | Кліматограма Озерків | Кліматограма Озерків | Кліматограма Озерків | Кліматограма Озерків | Кліматограма Озерків | Кліматограма Озерків | Кліматограма Озерків | Кліматограма Озерків | Кліматограма Озерків |
| ---------------------------------------------------------------------------------------------- | -------------------- | -------------------- | -------------------- | -------------------- | -------------------- | -------------------- | -------------------- | -------------------- | -------------------- | -------------------- | -------------------- |
| С                                                                                              | Л                    | Б                    | К                    | Т                    | Ч                    | Л                    | С                    | В                    | Ж                    | Л                    | Г                    |
| 40 −9 −13                                                                                      | 28 −8 −12            | 26 −3 −6             | 39 8 3               | 46 15 9              | 72 18 12             | 76 20 14             | 59 19 13             | 52 18 8              | 45 10 2              | 47 2 −3              | 43 −3 −8             |
| Середня макс. і мін. температури повітря (°C) Атмосферні опади (мм), за рік : 573 мм. Джерело: |                      |                      |                      |                      |                      |                      |                      |                      |                      |                      |                      |

## Населення
Станом на 2019 рік чисельність населення села — 381 особа.
| 1782 | 1816   | 1850   | 1858   | 1866   | 1880   | 2002  | 2009  | 2010  | 2019  |
| 405  | ▲ 1068 | ▲ 1412 | ▲ 1525 | ▲ 1626 | ▲ 2083 | ▼ 429 | ▼ 392 | ▲ 396 | ▼ 381 |